# Villasana de Mena
Villasana de Mena es la capital del municipio español del Valle de Mena, de la comarca de Las Merindades de la provincia de Burgos en la comunidad autónoma de Castilla y León. Pertenece al partido judicial de Villarcayo. Es el centro comercial y de servicios del municipio. Su población en 2024 es de 1694 habitantes, que representa el 40,85 % de la población total del Valle de Mena.                                                

## Geografía
La variante de la carretera autonómica CL-629 (K-98 a 100,) de Sotopalacios (N-623) a El Berrón (BI-636) pasando por Villarcayo y también por el puerto de La Mazorra. 
- A la derecha carretera local BU-V-5433, de Villasana de Mena a Cadagua.
- A la izquierda carretera que nos lleva a La Mata.
- A la derecha carretera que nos lleva a Covides y Ovilla.

## Historia
Durante la guerra civil española, Villasana se encontraba en la línea de frente creada después del golpe de Estado militar de Franco al que Burgos se alistó, al contrario de Cantabria y País Vasco que fueron leales a la república.

## Fiestas
San Antonio de Padua el 13 de junio, y Nuestra Señora de Cantonad el 8 de mayo.